# Брюссельський столичний регіон
Брюссе́льський столи́чний регіо́н (фр. Région de Bruxelles-Capitale, нід. Brussels Hoofdstedelijk Gewest) — один з трьох регіонів Бельгії, суб'єкт федерації нарівні з Фландрією і Валлонією та де-факто — столиця Європейського Союзу.
Брюссельський столичний регіон є найбільшою у Бельгії міською агломерацією, що складається з 19 муніципалітетів, у тому числі Міста Брюссель, адміністративного центру Фламандської і французької громад Бельгії.
Кожен з 19 муніципалітетів має свого бургомістра, ратушу і т. д. Фактично вони є районами одного міста (часто кордон проходить по середині вулиці). Формальна назва «Брюссель» стосується лише одного з вищезгаданих муніципалітетів, але на практиці її вживають до всієї агломерації.
Брюссель з'явився як місто-фортеця у 10-му столітті, засноване Карлом I. Населення регіону становить 1,2 мільйона осіб, а усе населення агломерації станом на 2017 рік — понад 2,14 мільйона, що є найвищим показником у Бельгії.
З часів закінчення Другої світової війни Брюссель є одним з головних центрів світової політики. Будучи місцем розташування інституцій Європейського Союзу і штаб-квартири НАТО, Брюссель став багатомовною домівкою для численних міжнародних організацій, політиків і дипломатів.
Історично нідерландськомовний Брюссель з часів набуття Бельгією незалежності у 1830 році, перетворився майже на цілком франкомовний регіон, однак офіційними вважаються обидві мови. Усі дорожні знаки, назви вулиць і більша частина реклами й назв послуг подаються обома мовами. Брюссель також дедалі більше стає багатомовним. Близько третини населення вважають англійську мову другою мовою, а велика кількість мігрантів-іноземців говорять іншими мовами.

## Політика
Законодавчий орган Брюссельського столичного регіону — Брюссельський столичний парламент (фр. Le Parlement bruxellois, нід. Brussels Hoofdstedelijk Parlement), що обирається жителями регіону в ході прямих загальних виборів. Освіта і культура перебувають в компетенції не Брюссельського столичного парламенту, а Фламандського і Франкомовного товариства (залежно від мови). Для координації дій цих двох спільнот на території Брюсселя створений Брюссельська столична рада (фр. Le Conseil bruxellois, нід. Brusselse Hoofdstedelijke Raad), що складається з нідерландсько- і франкомовних представників.
Уряд Брюссельського столичного регіону призначається депутатами Брюссельського столичного парламенту строком на п'ять років. Уряд складається з франкомовного міністра-президента, двох нідерландськомовних і двох франкомовних міністрів.

### Столична функція
Формально столицею Бельгії є тільки місто (муніципалітет) Брюссель, але на практиці столичні установи розподілені по різних муніципалітетах Брюссельського столичного регіону. Таким чином весь регіон в цілому є столицею Європейського союзу, Бельгії, Франкомовної громади, Фламандської громади і Фландрії.

## Комуни
Будучи фактично єдиним містом, Великий Брюссель складається з дев'ятнадцяти комун, кожна з яких має свого бургомістра, свою ратушу, свою раду депутатів тощо. В таблиці наведено список комун із поштовими індексами:
| #  | Назва українською | Назва французькою     | Назва нідерландською   | Поштовий код (коди)                |
| -- | ----------------- | --------------------- | ---------------------- | ---------------------------------- |
| 1  | Андерлехт         | Anderlecht            | Anderlecht             | 1070                               |
| 2  | Одергем           | Auderghem             | Oudergem               | 1160                               |
| 3  | Беркем-Сент-Агат  | Berchem-Sainte-Agathe | Sint-Agatha-Berchem    | 1082                               |
| 4  | Брюссель          | Ville de Bruxelles    | Stad Brussel           | 1000, 1020, 1120, 1130, 1040, 1050 |
| 5  | Еттербек          | Etterbeek             | Etterbeek              | 1040                               |
| 6  | Евер              | Evere                 | Evere                  | 1140                               |
| 7  | Форе              | Forest                | Vorst                  | 1190                               |
| 8  | Гансхорен         | Ganshoren             | Ganshoren              | 1083                               |
| 9  | Іксель            | Ixelles               | Elsene                 | 1050                               |
| 10 | Жет               | Jette                 | Jette                  | 1090                               |
| 11 | Кукельберг        | Koekelberg            | Koekelberg             | 1081                               |
| 12 | Моленбек-Сен-Жан  | Molenbeek-Saint-Jean  | Sint-Jans-Molenbeek    | 1080                               |
| 13 | Сен-Жіль          | Saint-Gilles          | Sint-Gillis            | 1060                               |
| 14 | Сен-Жосс-тен-Ноде | Saint-Josse-ten-Noode | Sint-Joost-ten-Node    | 1210                               |
| 15 | Схарбек           | Schaerbeek            | Schaarbeek             | 1030                               |
| 16 | Уккел             | Uccle                 | Ukkel                  | 1180                               |
| 17 | Ватермаль-Буафор  | Watermael-Boitsfort   | Watermaal-Bosvoorde    | 1170                               |
| 18 | Волюве-Сен-Ламбер | Woluwe-Saint-Lambert  | Sint-Lambrechts-Woluwe | 1200                               |
| 19 | Волюве-Сен-П'єр   | Woluwe-Saint-Pierre   | Sint-Pieters-Woluwe    | 1150                               |

## Клімат
Клімат Брюсселя — помірний морський. Морські повітряні маси, що утворюються над Північним морем, розташованим неподалік, зумовлюють невеликі амплітуди добової та річної температури і високу відносну вологість повітря. Найспекотнішими місяцями є липень і серпень з середньою температурою 17,0 °C, найхолоднішим — січень із середнім мінімумом в 2,5 °C. Середньорічна температура становить 9,7 °C. Кількість годин сонячного світла на рік — 1585.
Для морського клімату типово велика кількість опадів. Так, за рік в Брюсселі випадають 821 мм опадів, найбільша кількість (по 79 мм) — в листопаді та грудні.
| Клімат Брюсселя                                                   | Клімат Брюсселя | Клімат Брюсселя | Клімат Брюсселя | Клімат Брюсселя | Клімат Брюсселя | Клімат Брюсселя | Клімат Брюсселя | Клімат Брюсселя | Клімат Брюсселя | Клімат Брюсселя | Клімат Брюсселя | Клімат Брюсселя | Клімат Брюсселя |
| Показник                                                          | Січ.            | Лют.            | Бер.            | Квіт.           | Трав.           | Черв.           | Лип.            | Серп.           | Вер.            | Жовт.           | Лист.           | Груд.           | Рік             |
| Абсолютний максимум, °C                                           | 15,3            | 20,0            | 24,2            | 28,7            | 34,1            | 38,8            | 37,1            | 36,5            | 34,9            | 27,8            | 20,6            | 16,7            | 38,8            |
| Середній максимум, °C                                             | 5,7             | 6,6             | 10,4            | 14,2            | 18,1            | 20,6            | 23,0            | 22,6            | 19,0            | 14,7            | 9,5             | 6,1             | 14,2            |
| Середня температура, °C                                           | 3,3             | 3,7             | 6,8             | 9,8             | 13,6            | 16,2            | 18,4            | 18,0            | 14,9            | 11,1            | 6,8             | 3,9             | 10,54           |
| Середній мінімум, °C                                              | 0,7             | 0,7             | 3,1             | 5,3             | 9,2             | 11,9            | 14,0            | 13,6            | 10,9            | 7,8             | 4,1             | 1,6             | 6,9             |
| Абсолютний мінімум, °C                                            | −21,1           | −18,3           | −13,6           | −5,7            | −2,2            | 0,3             | 4,4             | 3,9             | 0,0             | −6,8            | −12,8           | −17,7           | −21,1           |
| Норма опадів, мм                                                  | 76.1            | 63.1            | 70.0            | 51.3            | 66.5            | 71.8            | 73.5            | 79.3            | 68.9            | 74.9            | 76.4            | 81.0            | 852.4           |
| ----------------------------------------------------------------- | --------------- | --------------- | --------------- | --------------- | --------------- | --------------- | --------------- | --------------- | --------------- | --------------- | --------------- | --------------- | --------------- |
| Джерело: http://www.meteo.be/meteo/view/fr/360361-Parametres.html |                 |                 |                 |                 |                 |                 |                 |                 |                 |                 |                 |                 |                 |

## Двомовність

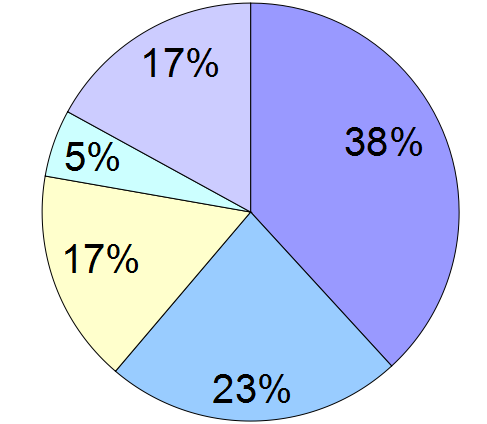
Оцінка часток поширення мов у побуті (Столичний регіон, 2013)
лише Французька
французька і нідерландська
нідерландська
французька і не-нідерландська
ані французька, ані нідерландська

Брюссельський столичний регіон двомовний. Це означає, що всі офіційні публікації видаються французькою і нідерландською мовами. Також всі вулиці, муніципалітети, станції метрополітену тощо мають по дві офіційні назви. Хоча Брюссель історично належить до Фландрії, франкомовні вже давно складають переважну більшість (близько 85-90 % населення).
Тим не менше дані цифри не передають мовну ситуацію з повною точністю. Найчастіше люди, які відносять себе до франкомовної громади також добре володіють нідерландською мовою, іноді навіть на рівні рідної мови. Багато брюссельців (перш за все, старше покоління) можуть вільно спілкуватися навіть трьома мовами — французькою, нідерландською і брюссельським діалектом (один з фламандських діалектів), який дуже сильно відрізняється від літературної нідерландської мови. Про представників цієї групи можна сказати, що вони оволоділи даними мовами «стихійно», у процесі природного спілкування та соціальних контактів.
В останні роки франкомовні батьки часто відправляють своїх дітей вчитися у школи з викладанням нідерландською мовою. Пов'язано це з посиленням ролі нідерландської мови в Бельгії. Традиційно вважається, що дітям, яким однаково зручно спілкуватися обома мовами, буде легше досягти успіху в житті.

## Містобудування

### Архітектура
Протягом декількох століть у Брюсселі тривав конфлікт між франкомовною і фламандською громадами, завдяки чому дві території розвивалися відокремлено, кожна зі своїми культурними, архітектурними та економічними особливостями. У центрі міста в архітектурі переважають середньовічні будинки у фламандському стилі, зокрема, у стилі фламандського бароко і брабантської готики. Найяскравіший приклад — архітектурний ансамбль площі Гран-плас, створений в XVI — XVIII століттях.
У кінці XIX століття домінуючу позицію перейняла валлонська (франкомовна) громада, тому більшість будівель XIX—XX століть були виконані у французькому стилі. Один із засновників стилю модерн з його плавними незвичайними формами, Віктор Орта навчався в Бельгійській Академії мистецтв у Брюсселі і після закінчення навчання почав змінювати місто. Чотири будинки за проектом Орта були занесені в список об'єктів Світової спадщини: будинок Едмона Тассель, Музей Орта, будинок Сольвей, будинок Ван Етвельде. Інший приклад югендстилю зі списку Всесвітньої спадщини — палац Стокле, побудований на початку XX століття віденським архітектором Йозефом Гоффманом. Під час розквіту ар-нуво місто активно розросталося, тому багато брюссельських передмість можуть похвалитися архітектурою в стилі модерн. Найбільш примітні в цьому плані комуни Іксель, Еттербек, Схарбек і Сен-Жіль.
Після закінчення Першої світової війни популярним стає стиль ар-деко, що являє собою синтез модерну і неокласицизму. Деякі будівлі були виконані в цьому стилі (наприклад, архітектура базиліки Святого Серця являє собою змішання ар-деко і неоготики), однак Брюссель залишився столицею ар-нуво.

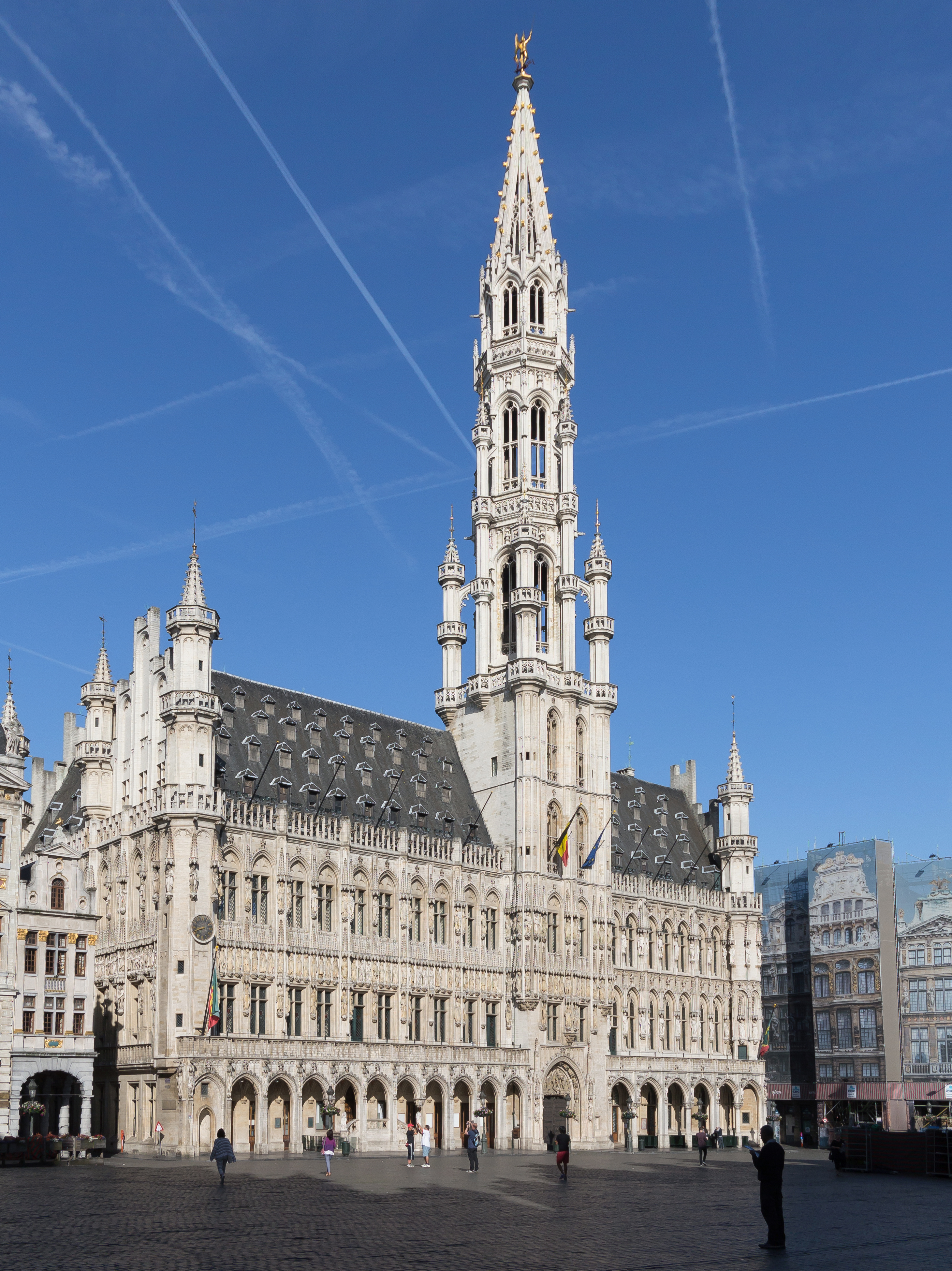
Ратуша — зразок пізньої брабантської готики. Побудована на початку XV століття, відбудована в XVIII столітті.
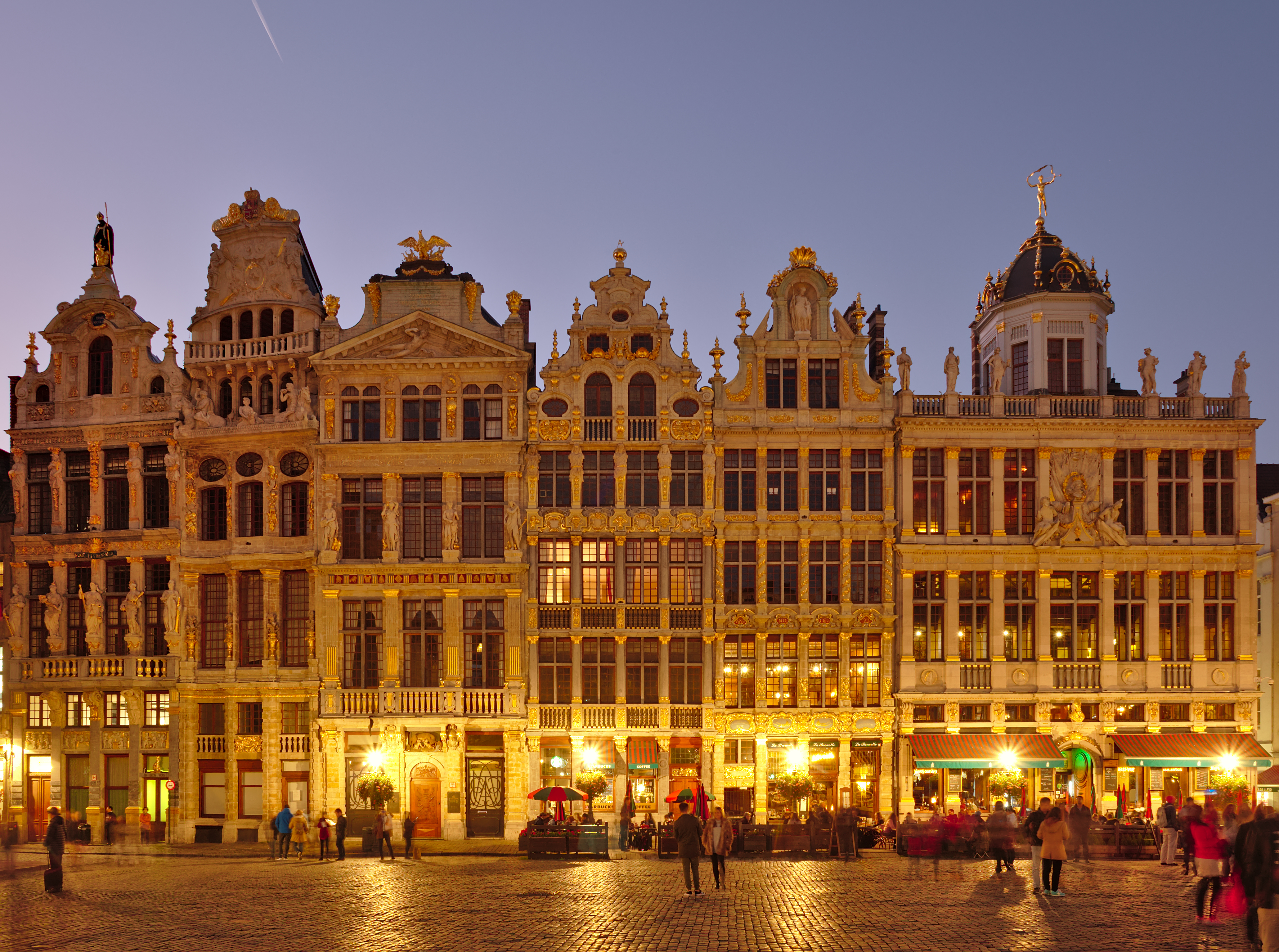
Гільдійські будинки в стилі фламандського бароко (кінець XVII — початок XVIII ст.)
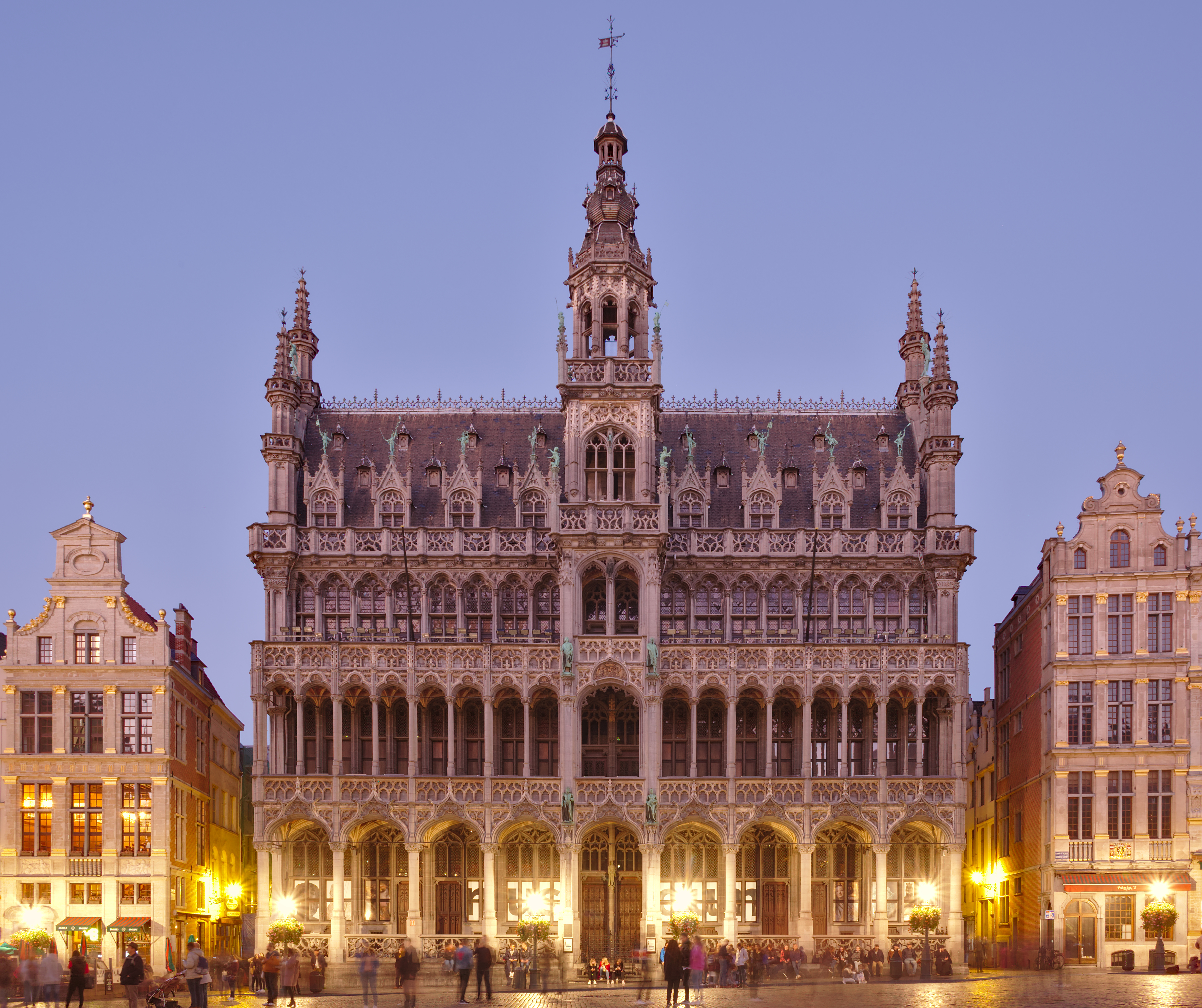
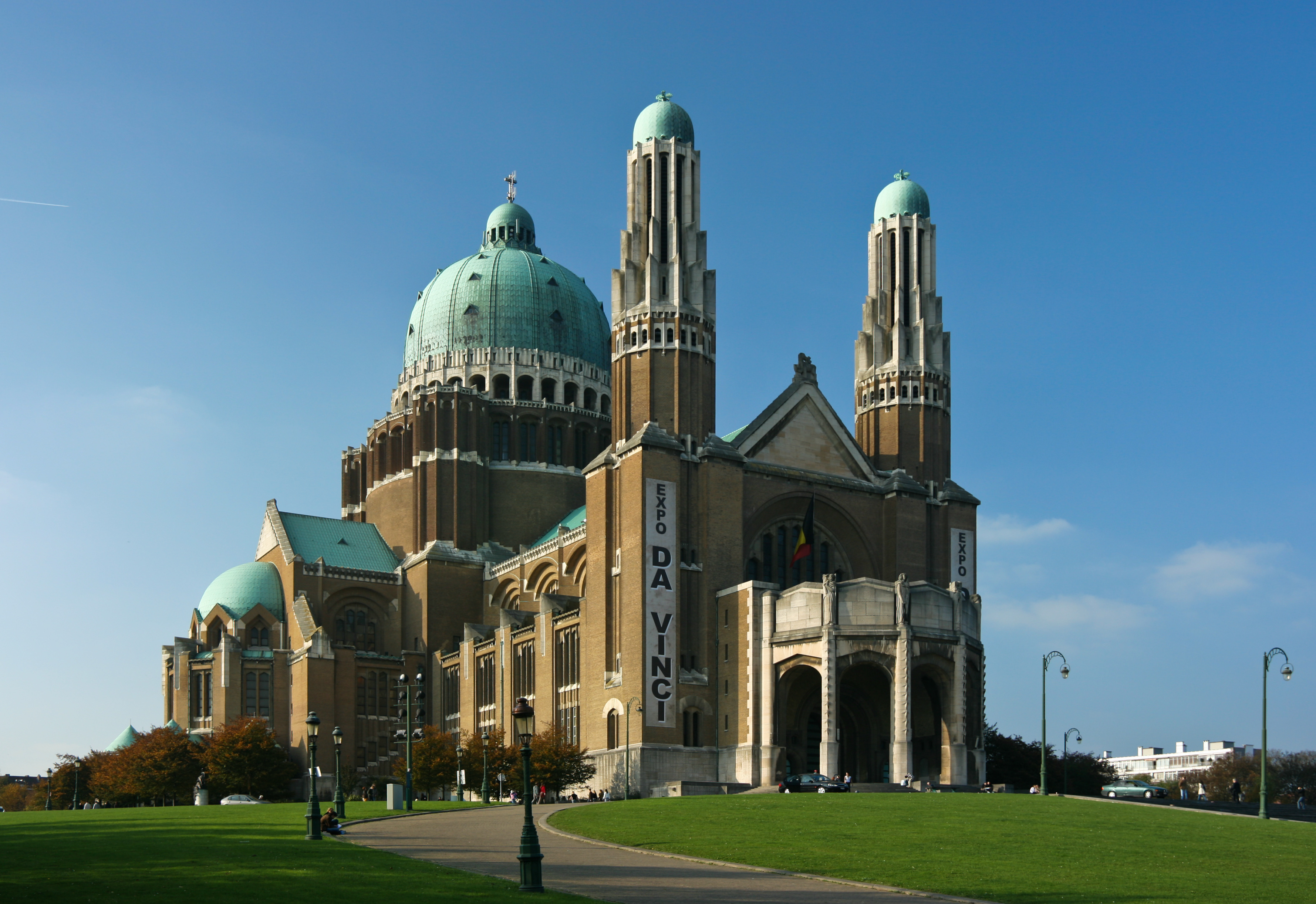
Змішання стилів ар-деко і неоготики в архітектурі базиліки Сакре-Кер (XX століття)
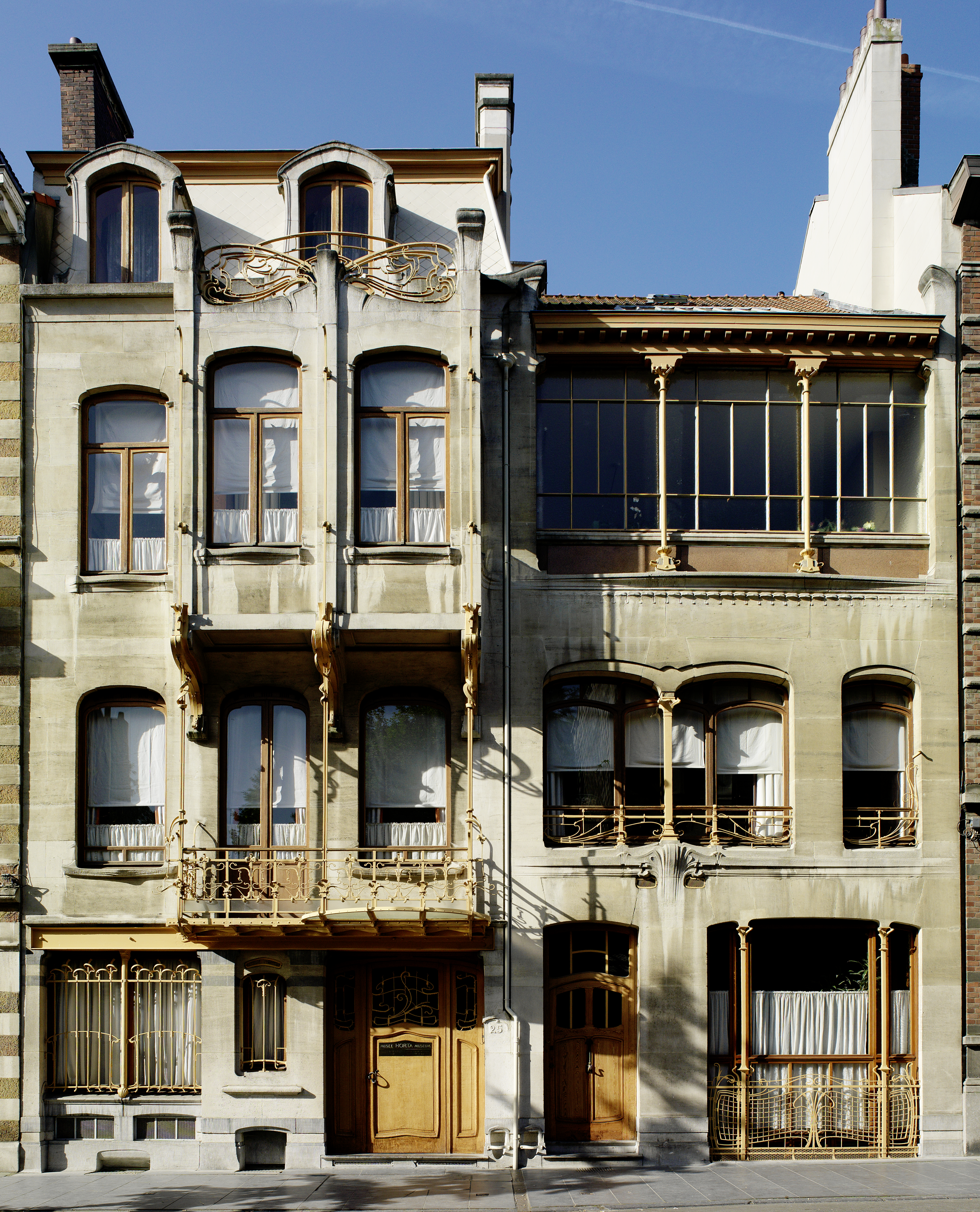
Музей Орта
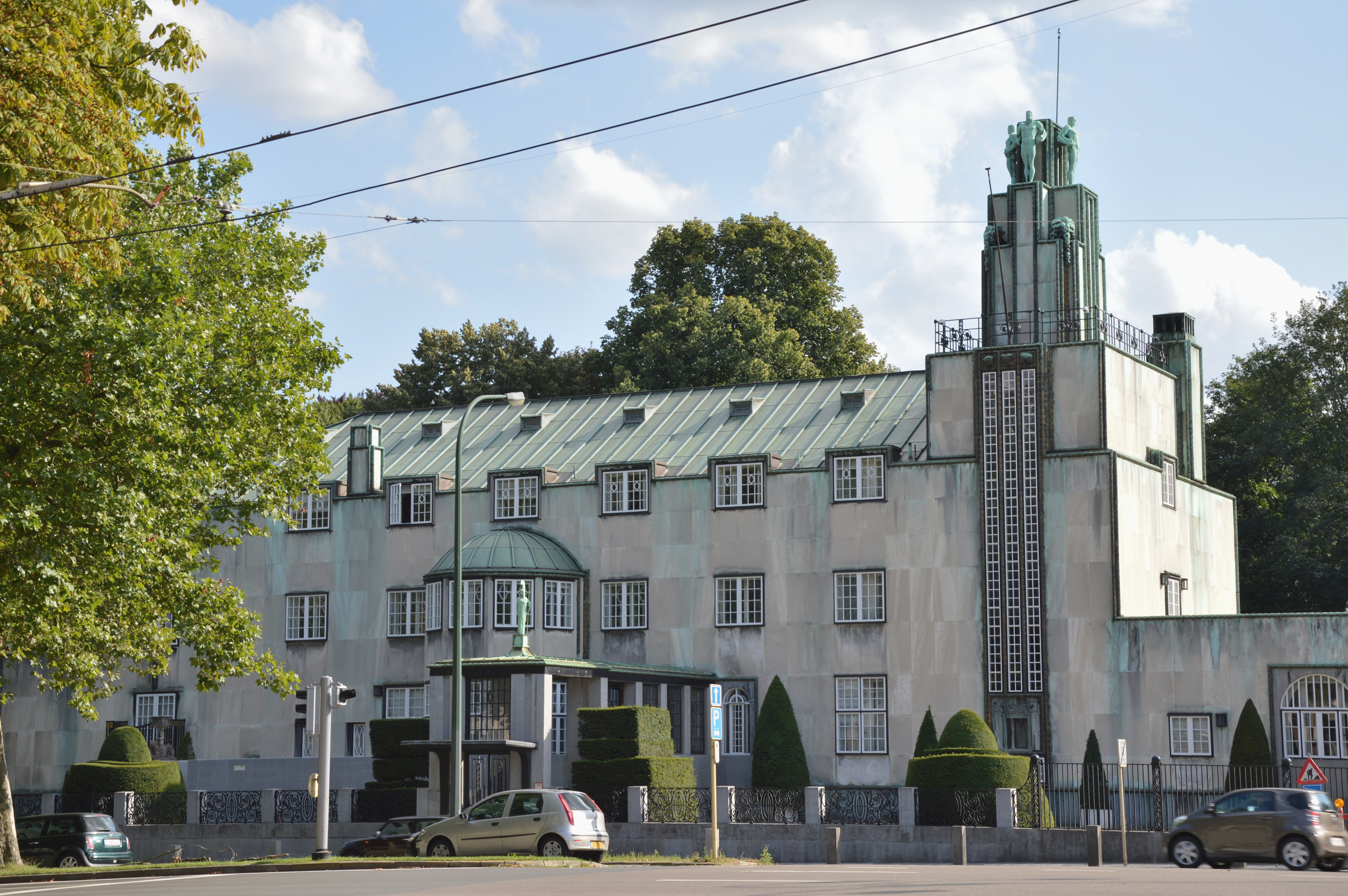
Палац Стокле

## Транспорт

### Автомобільний транспорт
У Брюсселі сходяться численні лінії автомобільних сполучень країни. Автомагістральна мережа схожа за своєю будовою з французькою: подібно до паризьких периферичних бульварів, у Брюсселі існує кільцева автомагістраль R0, до якої сходяться дороги з усіх напрямків. Вся мережа автомагістралей добре освітлена.
Через велике скупчення транспорту на великих перехрестях, багато доріг було перенесено під землю. Так, під землею сховані не тільки прямі ділянки, але і розвилки і навіть світлофори. Один з тунелів веде безпосередньо від магістралі в східній частині міста на квартал, де розташовані заклади ЄС.
Станом на 2007 рік у Брюсселі працює близько восьмисот приватних фірм-операторів таксі. Загальна кількість автомобілів таксі — 1200, на них працювало 3200 водіїв. У місті було 633 стоянки таксі. Всі приватні фірми підпорядковуються Дирекції таксі Міністерства Брюссельського столичного регіону. Служби таксі діють у межах Брюссельського столичного регіону Бельгії, а також у найближчих передмістях. Всі оператори таксі застосовують єдину тарифну систему. Всі автомобілі-таксі Брюсселя мають на даху світний знак, з написом TAXI червоними літерами на білому фоні і малюнком жовтого ірису (символ Брюсселя). Автомобілі таксі пофарбовані, як правило, у білий або чорний колір.

### Авіатранспорт

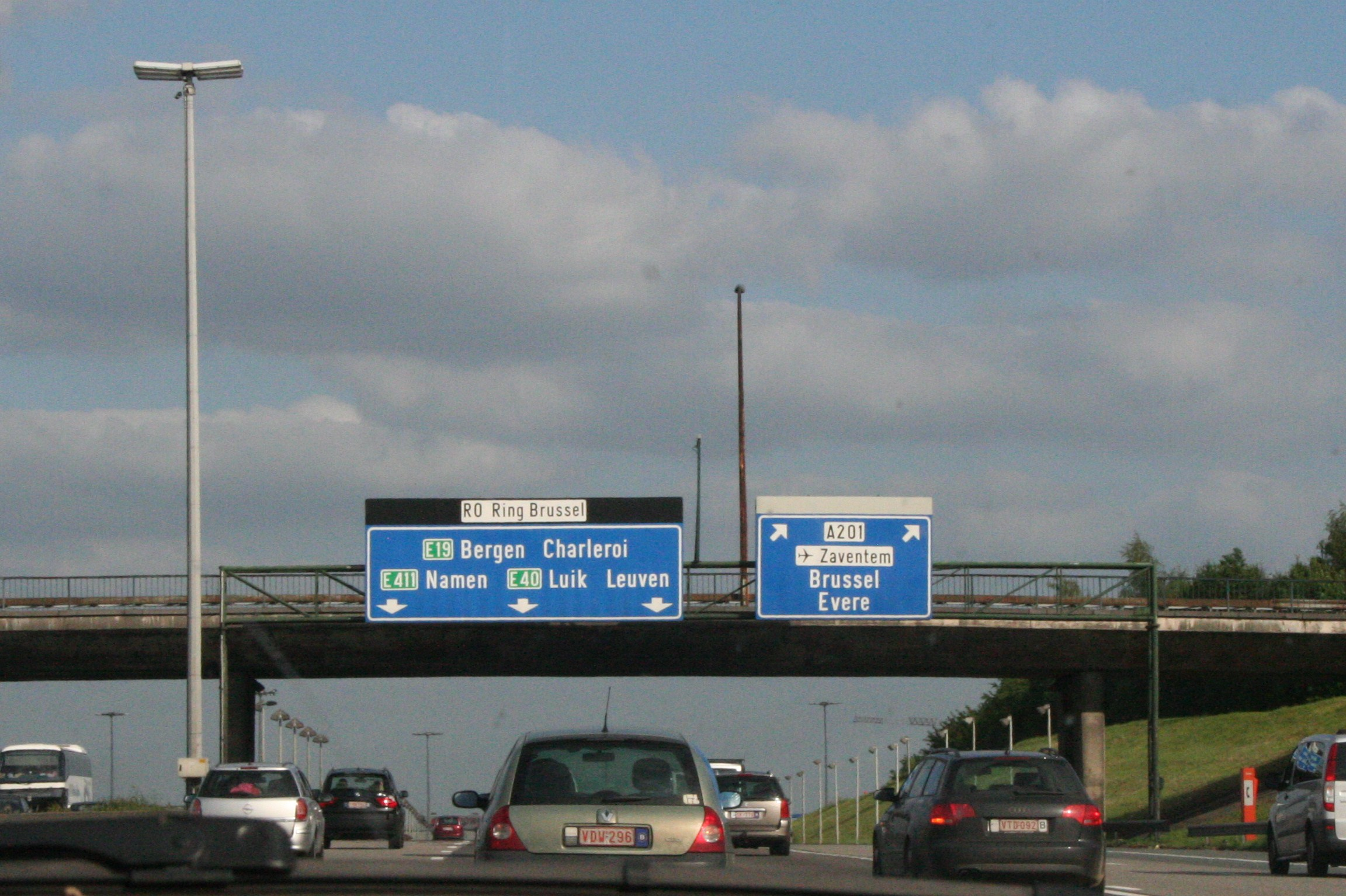
Магістраль R0 з вказівником на аеропорт Завентем

Брюссель обслуговують два міжнародні аеропорти:
- Брюссель-Завентем — 12 км на північний схід від Брюсселя до однойменної комуні
- Брюссель-Шарлеруа в Шарлеруа — 50 км на південь від столиці

### Морський транспорт
Порт Брюсселя з щорічним обігом 7850 тисяч тонн є одним з найбільших в Бельгії. Канал Брюссель-Шельда з'єднує його з річкою Шельдою і таким чином з портом Антверпена і Північним морем. Канал Брюссель-Шарлеруа здійснює зв'язок з Валлонією.

### Залізничний транспорт

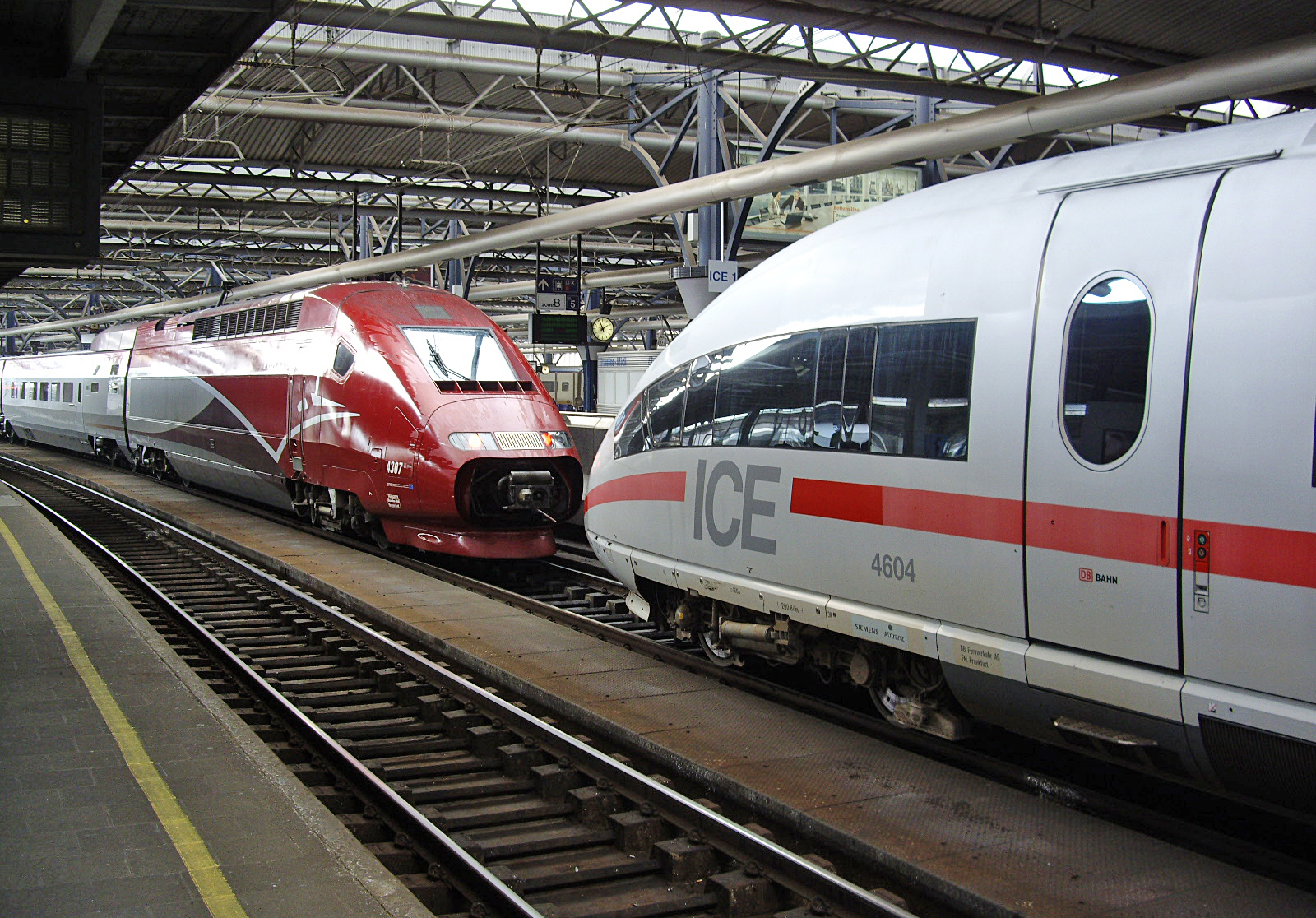
Німецький потяг ICE та французький Thalys на Південному вокзалі

Найбільші вокзали Брюсселя — Північний, Центральний та Південний — з'єднані між собою Північно-південним тунелем. Потяги міжнародного сполучення прибувають зазвичай на Південний вокзал, де налагоджено сполучення з Парижем, Амстердамом, Кельном (поїзди Thalys, TGV, ICE) і Лондоном (Eurostar). Вокзал Брюссель-Люксембург спочатку був призначений для зв'язку організацій ЄС, проте останнім часом все частіше використовується і звичайними містянами.

### Міський громадський транспорт
Мережа громадського транспорту складається з трьох ліній метрополітену, двох ліній пре-метро (підземні трамвайні лінії), 18 трамвайних ліній і 50 автобусних маршрутів. Усі станції і зупинки мають назви нідерландською і французькою мовами. Оператором громадського транспорту в Брюсселі є «Товариство міжмуніципального транспорту Брюсселя» — STIB/MIVB (фр. Société des Transports Intercommunaux Bruxellois — STIB / нід. Maatschappij voor het Intercommunaal Vervoer te Brussel - MIVB.
Система метро складається з трьох ліній (1A, 1B і 2). Середня відстань між станціями становить 650 метрів. Лінії 1A і 1B проходять зі сходу на захід і мають загальний ділянку в центрі міста. Лінія 2 — кільцева, у вигляді п'ятикутника, що повторює риси історичного ядра Брюсселя. П'ятикутник був повністю закритий у 2009 році.
Крім метро існують дві підземні трамвайні лінії — пре-метро. Найважливіша з ліній з'єднує Північний вокзал з Центральним. Міський транспорт працює до 0.30, нічні маршрути (крім автобусної лінії N71) діють тільки у вихідні дні, квиток на них трохи дорожче, ніж в денні години. Ціни за проїзд на таксі в Брюсселі досить високі.
Брюссель пов'язаний з передмістями поїздами NMBS / SNCB, численними автобусними маршрутами STIB / MIVB, De Lijn TEC і трамвайними маршрутами STIB / MIVB № 4, 19, 97, 44, 39. Для поліпшення залізничного сполучення в 2004 році було прийнято рішення реконструкції мережі приміських експрес-електричок Réseau Express Régional / Gewestelijk ExpresNet за прикладом паризької мережі RER. Основну частину мережі було запущено у 2012 році, роботи на деяких її частинах тривали до 2016 року, остаточне завершення робіт з модернізації очікується у 2025 році.